# Francesc Brunet i Llobet
Francesc Brunet i Llobet   (Sabadell, 28 de gener de 1956 - Sabadell, 25 de juliol de 2004) fou un poeta i també, actor i pintor sabadellenc.

## Biografia
Fill de família nombrosa, es formà al col·legi dels germans Maristes de Sabadell i va cursar estudis universitaris de Dret i de Filologia Catalana a la Universitat Autònoma de Barcelona. Va treballar al Banc de Sabadell. “El seu esperit radicalment heterodox feia d'ell un personatge d'impossible classificació que, amb els anys, tal vegada havia decidit alliberar del tot”.
Integrant dels grup Art’s, va participar en recitals de poesia, tertúlies, escenificacions poètiques, poesia al carrer i també en exposicions de poesia visual com ara “25+25 i no fan 50” (2002), a l'Alliance Française de Sabadell. Els seus poemes visuals es troben recollits al llibre Visualitzacions poètiques”. Fou guardonat en diversos certàmens de Sabadell, Sant Cugat i Balaguer. Va publicar en reculls i revistes com Laberint, Cop d'Ull, Iris, aDONA’t o la Maga, suplement de la revista Universidades, editada a Mèxic per la Union de Universidades de América Latina (UDUAL). La revista Papers de Versàlia, l'havia inclòs en la seva antologia de poetes sabadellencs editada al juny de 2004, que es va presentar al Marquet de les Roques i a la Casa Taulé de Sabadell. Va ser cofundador i coeditor, el 2002, de la revista literària interactiva Alfabet. Va col·laborar a Ràdio Sabadell on realitzava l'espai setmanal Visions de poesia, i també va impulsar les tardes de lletres a l'Ámbito Cultural d'El Corte Inglés. Com a actor aficionat va participar en diferents grups de teatre i va treballar com a figurant en multitud de films i curts.
“En la seva aparent quietud, en el secret dels colors que guardava, Francesc Brunet era el poeta, de la manera com són els autèntics artistes, que fan filigranes de la seva pròpia vida.

## Obra publicada
- 2004 Visualitzacions poètiques[4]
- 2005 Transmudar[5]
- 2005 Telma[6]
- 2007 Eventuals sinònims[7]
- 2015 Poemari[8]

## Homenatges
El 3 de setembre del 2005, dins del programa de Festa Major de Sabadell, se li va fer un homenatge pòstum, juntament amb la presentació de l'edició del seu poemari, Trasmudar, a la Casa Taulé, seu de l'Alliance Française de Sabadell.
El 22 de març del 2015 es va celebrar la XXVI Festa d'Homenatge als poetes per part de l'Associació d'Amics de Santiga que va estar dedicat a Francesc Brunet-Llobet. Aquest homenatge va finalitzar amb el descobriment de la placa recordatori Ombres d'un vol infinit, realitzada al taller de ceràmica del Monestir de Sant Benet de Montserrat per la germana Regina Goberna i que resta col·locada a la paret dels Sentiments que envolta l'Església de Santa Maria de Santiga (Santa Perpètua de Mogoda).